# 로마사 (리비우스)
로마사(원제: Ab Urbe Condita Libri, 또는 약칭 Ab Urbe Condita)는 기원전 27년에서 25년 사이, 고대 로마의 역사가 티투스 리비우스(Titus Livius)가 저술하기 시작한 로마의 역사이다. 라틴어 제목인 아브 우르베 콘디타 리브리(Ab Urbe Condita Libri)는 '도시(로마)가 세워진 이래로'라는 뜻으로, 번역될 때는 로마사 또는 로마 건국사로 번역되기도 한다.
고대 로마를 개국했다는 전설적인 인물인 아이네아스(Aeneas)가 도시국가 로마를 세우기 전인 기원전 753년부터 저자 리비우스 본인이 살았던 시대로 로마 제정의 개창자인 황제(임페라토르) 아우구스투스의 시대, 745 AUC(기원전 9년)에 네로 클라우디우스 드루수스(로마 황제 클라우디우스의 친아버지)가 사망하는 때까지를 다루고 있다. 현존하는 분량은 원래 편찬되었던 것의 1/4 정도로 알려져 있다.
르네상스 시기의 정치사상가 니콜로 마키아벨리는 당시까지 남아 전하던 이 리비우스의 《로마사》를 다룬 《로마사 논고》를 집필하였다.

## 구성

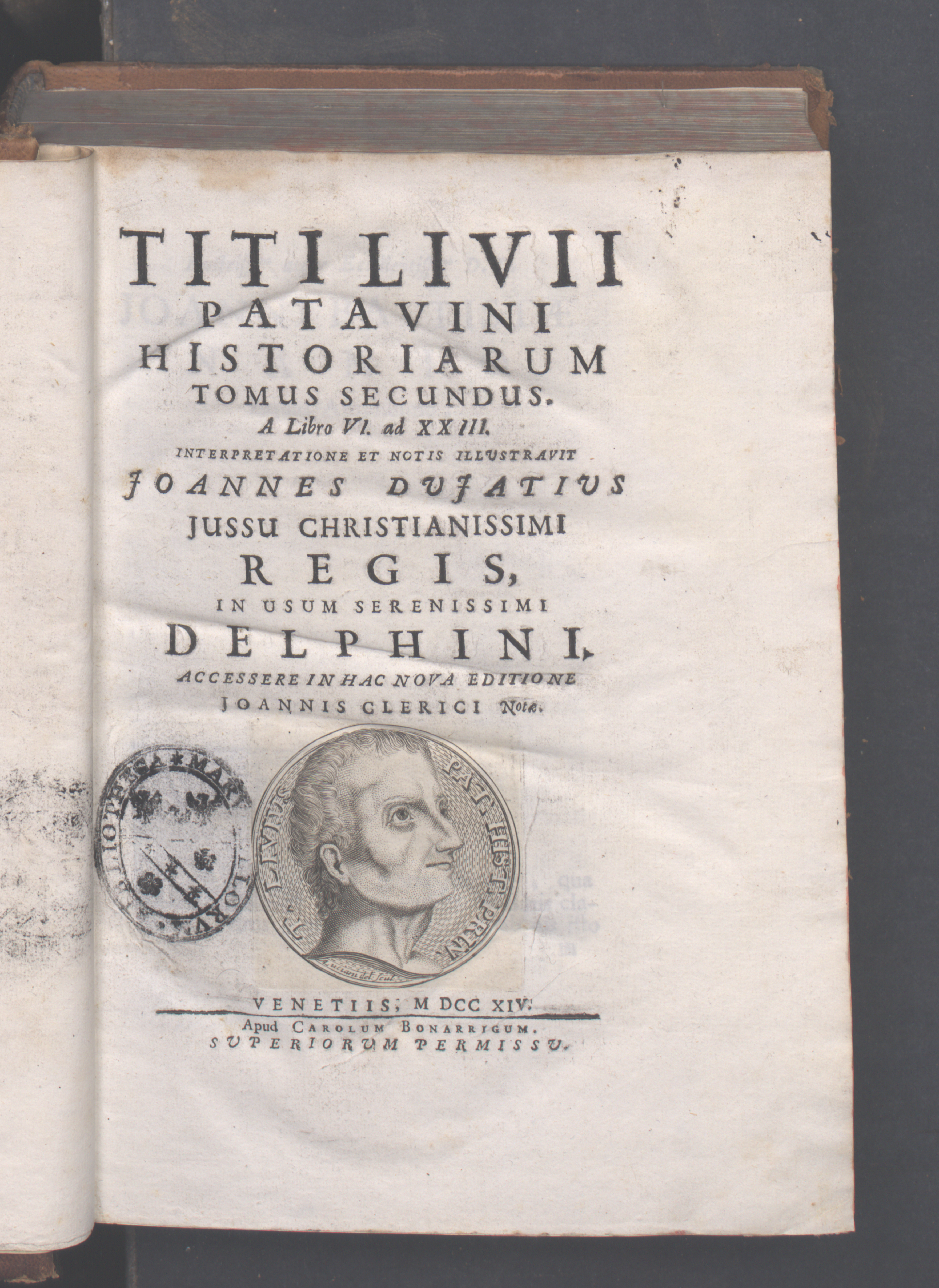
Ab Urbe condita, 1714

리비우스의 로마사는 다음과 같이 구성되어 있다.
1 ~ 5장 – 로마의 개국 신화(아이네아스의 이탈리아 반도 상륙과 로물루스의 도시국가 로마의 건설을 포함), 로마 왕정 시대 그리고 로마 공화정의 수립부터 골족에 의한 정복(기원전 753년부터 386년까지).
6장 ~ 15장 – 이탈리아 반도의 복속(삼니움 전쟁)과 카르타고와의 분쟁 이전(11장부터 15장까지는 결락. 기원전 387년부터 264년까지).
16장 ~ 30장 – 제1, 2차 포에니 전쟁(16장에서 20장까지는 결락, 기원전 264년부터 201년까지).
31장 ~ 45장 – 기원전 167년까지의 마케도니아 및 동방 왕국들과의 전쟁(기원전 201년부터 167년까지).
그리고 다음 부분의 책들은 모두 현재는 결락되어 있다.
46장 ~ 70장 – 기원전 90년, 동맹시 전쟁의 발발까지.
71장 ~ 90장 – 술라의 죽음까지(기원전 90년부터 78년까지)
91장 ~ 108장 – 갈리아 전쟁까지(기원전 78년부터 50년까지)
109장 ~ 116장 – 로마 내전부터 카이사르의 죽음까지(기원전 49년에서 44년까지)
117장 ~ 133장 – 안토니우스의 죽음(기원전 44년부터 30년까지)
134장 ~ 142장 – 아우구스투스의 통치(기원전 9년까지).